# Хлорин
Хлорин — органическое соединение, состоящее из большого гетероциклического ароматического кольца, ядро которого состоит из четырёх пирролов, соединённых попарно четырьмя метильными связями. В отличие от порфина, центрального ароматического ядра порфиринов, хлорин в значительной степени ароматичен, но не по всей окружности кольца.
Магнийсодержащие хлорины называют хлорофиллами. Хлорофиллы являются главными светочувствительными пигментами в хлоропластах.
Сходные вещества с двумя пирролами и двумя пирролинами (они похожи на пирролы, но в них отсутствует одна двойная связь) в макроцикле называют бактериохлоринами и изобактериохлоринами.

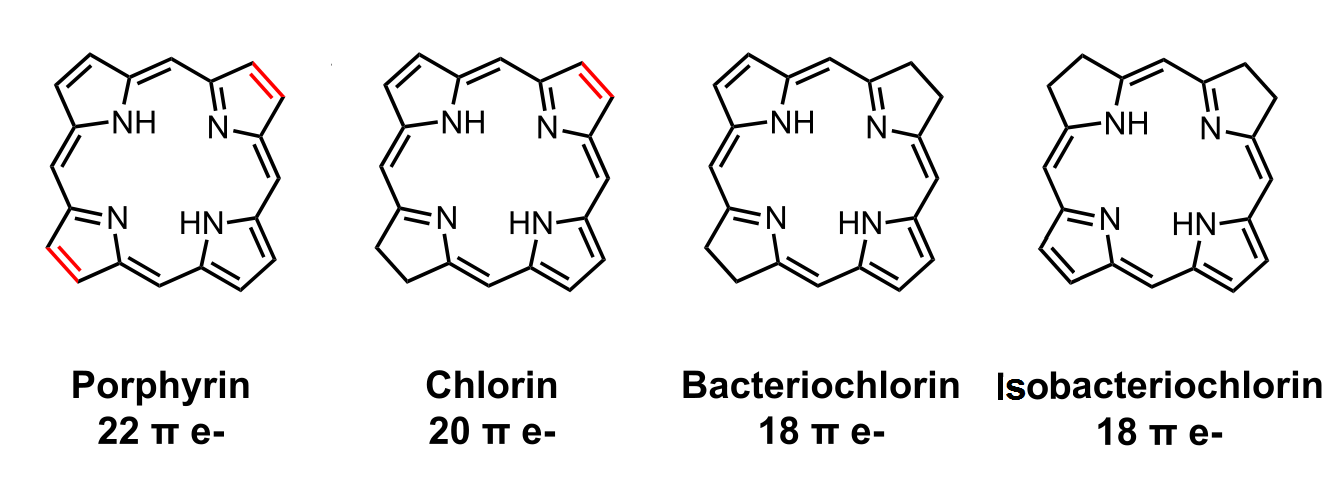
Сравнение химических структур порфина, хлорина, бактериохлорина и изобактериохлорина. Обратите внимание на изменение положения двойной связи C=C в двух изомерах бактериохлорина. На каждую связь в макроцикле приходится два π-электрона

Из-за своей фоточувствительности хлорины активно используются как фотосинтетические агенты в экспериментальной фотодинамической терапии.